# Meiteis
Os meteis ou meeteis são o grupo étnico majoritário de Manipur, na Índia, e por isso são muitas vezes referidos como manipuris. De um modo geral, meitei é um endônimo e manipuri é um exônimo. Os meiteis são compostos de sete clãs, que têm sua história escrita a partir do ano 33.

## Religião
A maioria dos meiteis segue o vixnuísmo, misturando-o com sua antiga religião meitei, conhecida como "Sanamahi Laining" (ou simplesmente sanamaí). A maioria dos meiteis vê o sanamaí como parte de seu sustento. O vixnuísmo se tornou a religião do Estado no século XVIII pelo rei "Pamheiba" e manteve-se como tal até a derrota de Manipur pelos britânicos em 1891. Quase um quinto dos meiteis segue o sanamaísmo, dado estimado pelo Censo 2001, onde quase 11% da população de Manipur foram categorizados ao escolherem o item "outra" em religião.
Em 14 de maio de 1945, o Meetei Marup (Corpo de Organização dos Meeteis) foi formado em Manipur, resultando no renascimento do tradicional meetei, culturas, escritas (Meetei Mayek), as práticas costumeiras e tradicionais cerimônias religiosas relacionadas com a sociedade meetei. Velhas crenças e associações religiosas foram abandonadas e as crenças do emergente movimento começaram a tomar o seu lugar. Muitos livros sobre como conduzir as cerimônias religiosas com ritos e rituais estão sendo publicados. Os Livros Sagrados para a religião sanamaí foram selecionados. Por outro lado, a influência de outras religiões como o hinduísmo, o cristianismo, o islamismo estão aumentando dia a dia nos montes e vales que é observada pelo número crescente de templos hinduístas, de igrejas, mesquitas, etc. De acordo com a mitologia sanamaí, os meiteis são os descendentes do Senhor Pakhangba, um dos filhos do deus todo-poderoso meitei Sidabamapu, o criador do Universo.
Os hindus meiteis provavelmente pertenceram à divisão xátria (que é uma subdivisão dos meiteis), uma vez que provavelmente sejam os descendentes do Senhor Arjuna. Mas há também um número considerável de brâmanes (conhecidos como Bamon) e shudras (conhecidos como Loi e Yaithibi), que, sendo originalmente bengalis, foram assimilados pela comunidade meitei. Os hindus meiteis sob a liderança do marajá singh Churachand formaram a Nikhil Hindu Manipuri Mahasabha para regular as suas atividades religiosas durante 1934.
Cerca de 8% dos meiteis são muçulmanos (Pangal), e são considerados os descendentes de bengalis muçulmanos que imigraram para Manipur.
Os hindus estão mais concentrados nos distritos de Imphal Oeste (74,48% da população), Imphal Leste (60,87%), Bishnupur (71,46%), Thoubal (60,72%) e partes de Senapati (19,45%).
Manipur é um estado comunal volátil, tendo testemunhado uma série de tumultos comunais. A maioria das tensões segue linhas étnicas entre as tribos Hill; Naga e Kuki, Kuki e Zomi. Em 1993, entretanto, houve tumultos em grande escala, que abrangeram todo o vale, entre hindus meitei e a minoria muçulmana Pangal.

### Sistema de castas

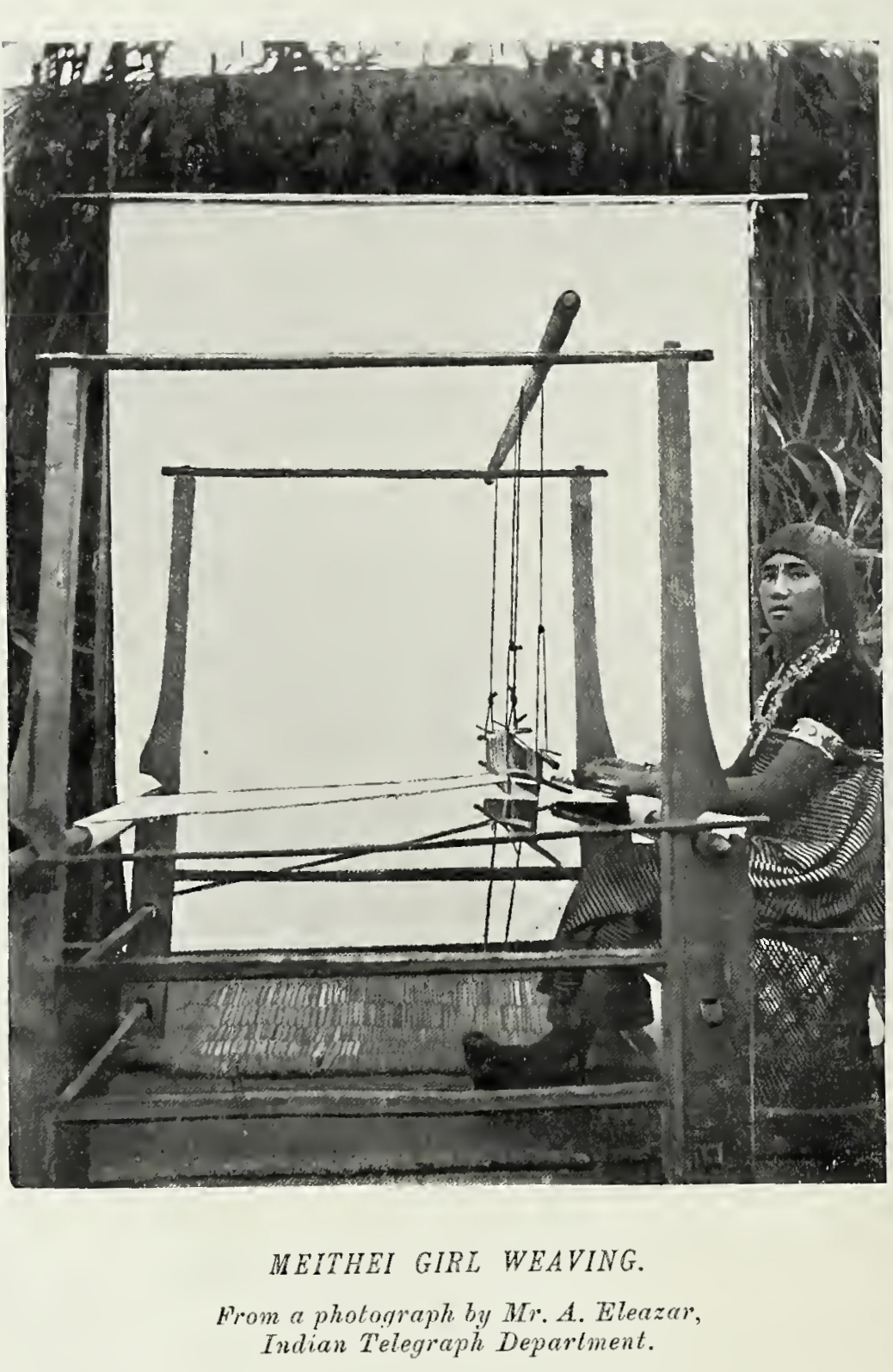
Garota meitei tecendo

Os povos antigos de Manipur não tinham um sistema de castas. Porém, a comunidade hindu meitei está subdividida em cinco castas, muito embora a maior subdivisão (xátria) constitui a grande maioria da vasta população.
- A xátria meitei (Ningthouja) forma a divisão mais alta na hierarquia das castas. Eles são divididos em sete clãs exogâmicos (yek-salai): Mangang(Ningthouja), Luwang, Khuman, Angom, Khaba-Nganba, Moirang e Sharang Leishangthem. Esses clãs são ainda divididos em vários subclãs ou yumnaks. Cada subclã é ainda dividido em linhagens ou sagei. Os meiteis se autodenominam xátrias e geralmente usam o cordão sagrado no peito. Tradicionalmente, pratos de carne são evitados, embora o peixe seja permitido. Porém, hoje em dia, o consumo de carne é muito comum. Os meiteis ortodoxos comem comida fora de casa somente quando é cozida por brâmanes. Eles normalmente se recusam a ter alimentos cozidos por outras castas.

- A brâmane meitei (Bamon / Lairikyengbum) é uma das castas mais altas na hierarquia, distribuída ao longo Manipur Interior. A maior parte dos bamons é da etnia meitei, mas uma pequena fração é de descendentes de imigrantes de Bengala e Orissa. Os sobrenomes mais comuns são Sarma, Singh, Basu e Das.

- A bishnupriya (Mayang / Katacheiya) é a segunda comunidade xátria depois dos meiteis. Assim como os meiteis, eles se autodenominam xátrias e usam o cordão sagrado no peito. Há um ponto de discórdia, se eles são meiteis ou não.

- A loi ( Chakpa) é uma das cinco castas hindus meiteis. Os lois são considerados sudras e estão em uma posição mais inferior do que a dos meiteis.

- O yathibi é um grupo muito pequeno endogâmico encontrado em Thoubal e Bishnupur. Yaithibi é a principal comunidade dalit de Manipur e vive em áreas periféricas.

### Classificação
Ao contrário dos vizinhos nagas e kukis que são classificados como tribos (ST), a maioria dos meiteis estão na Categoria Geral, classificados na Escala de Castas (SC) e na Outra Atrasada Classe (OBC) nos termos da Constituição da Índia.
Durante os censos realizados durante o domínio britânico, a xátria meitei era a única comunidade xátria reconhecida no âmbito da Presidência Assam, uma vez que os recenseadores se recusavam a reconhecer xátrias outros como os ahoms. O Censo de 1901 da Índia Britânica contou 185.597 xátrias em Assam, quase todos eles meiteis.

## Língua
A língua utilizada é chamada de Meitei-lon. Pertence à família de línguas tibeto-birmanesa. Literalmente significa a "língua dos meiteis". Mas, por algum tempo, ela tem sido conhecida como manipuri. Desde 1992, a língua está na oitava posição da Constituição da Índia. Comumente o texto é escrito no alfabeto bengali. A escrita original, chamada de meitei-mayek, esteve fora de uso por um longo tempo, mas reviveu recentemente. A escrita e a língua são ensinadas hoje em dia nas escolas e nas faculdades em Manipur e foram consideradas obrigatórias com o objetivo de substituir totalmente a escrita bengali dentro de poucos anos.
Esta mudança ganhou força após o assassinato do líder meetei, Chingshubam Akaba, em 31 de dezembro de 2006 no portão de sua residência em Imphal.
As pessoas estão tentando adaptar essa escrita ao padrão internacional já que é apenas uma escrita do nordeste da Índia.

## Meiteis notáveis
- Khwairakpam Chaoba
- Angom Gopi
- Rajkumar Singhajit Singh
- Hijam Irabot
- Ratan Thiyam
- Sanamacha Chanu
- Konsam Himalaya Singh